# Notania kricha
Notania kricha är en nattsländeart som beskrevs av Schmid 1968. Notania kricha ingår i släktet Notania och familjen Apataniidae. Inga underarter finns listade i Catalogue of Life.